# Hannah Lund Bostrøm
Hannah Lund Bostrøm (født 7. juli 1943 i Silkeborg, død 20. marts 2004) var en dansk malerinde. Fra 1964 til sin død bosat i Valby ved København. Lund Bostrøm studerede bl.a. ved Kunstakademiet og var i 1970'erne medlem af censurkomiteen. Udstillede fra 1970 på Charlottenborg og siden i en lang række gallerier såvel i som uden for hovedstaden. Lund Bostrøm samarbejdede desuden med Kunstbiblioteket og leverede bidrag til "La revue moderne" i Paris.
Hannah Lund Bostrøm udtrykte sig mangeartet, i tegninger og enkelte stenbilleder, keramik og linoleumssnit samt smykkedesign, men først og fremmest i oliemaleri og akvarel. En række motiver findes udført i begge teknikker. Rækkefølgen er dog vilkårlig, og akvarellerne er mere selvstændige værker end forarbejder. Akvarellerne er hurtigt, men perfekt udførte, i motivvalg lige så varierede som oliebillederne, og som disse spændende fra sart pastel til voldsomme farvefyrværkerier. I oliemaleriet inddroges ofte ikke blot pensler; men tykke lag farve modelleredes op med spartel eller med fingrene – en afsløring af Lund Bostrøms interesse for skulpturen, som hun ellers ikke for alvor dyrkede. I modsætning hertil står de senere flademalerier, hvor en minimalistisk brug af farven er fremherskende. Den enkelte farves utallige nuancer var hendes særkende. Tegningerne har derimod ofte en skitseagtig karakter.
Hannah Lund Bostrøms billeder lader sig ikke placere i nogen bestemt bås – dertil er de alt for forskellige, og hun havde ikke megen respekt for det akademiske. Nogen har villet se hende som både symbolist og kolorist, men hun var ingen af delene, selv om hun kunne jonglere med symboler og stærke farver. Hvis der absolut skulle en etiket på, brugte hun selv en gang ordene "symbolsk ekspressionisme". Man har også kaldt hende "malerkunstens Tove Ditlevsen", og faktisk følte hun et sjælsfællesskab med Tove Ditlevsens poesi. Blandt de "store" malere satte hun særlig pris på Nolde, Turner og Monet.
Blandt motiverne gennem hele HLB's produktion findes blomster, bl.a. en meget varieret behandling af solsikker fra en enkelt blomst "modelleret" i oliefarve til store lærreder med farvemæssig variation bort fra det solsikkegule. Blomstermotivet findes i det ældste overleverede oliebillede "Stilleben med salmebog og blomstervase" (1957/58), men fandt siden især vej til akvarellerne.
Et fælles træk for nogle grupper af billeder kan dog spores. Mange er symbolske ved at udtrykke noget mere, end de umiddelbart forestiller. I flere tilfælde mødes allegorisk ensomheden, i andre vejen mod lyset. Maske- og portrætmotivet spiller en fremtrædende rolle i den tidlige periode. Også dette er symbolsk, et portræt af sjælen snarere end ansigtet: "Øjnene er sjælens spejl", mente hun.
De tidlige billeder fra 1970'erne er oftest, men ikke udelukkende, dystre og præget af fortvivlelse – et livssyn opstået i modgang. Lund Bostrøm ønskede at være elsket, men gik aldrig på kompromis med kunsten, som hun havde den dybeste ærbødighed og ydmyghed overfor. For Lund Bostrøm var kunsten kamp, aldrig ligegyldig og overfladisk eller blot en mediestunt. Engang beskrev hun farverne som sit eget hjerteblod. Nogle fandt disse billeder ubehagelige, men opsigtsvækkende. Måske var det svært at forene den "unge yndige malerinde" med det pessimistiske indhold i billederne. Social indignation lyser ud af "Udstødt" og "På bistandskontoret". Det menneskelige parforholds kompleksitet afspejles i f.eks. "I klemme" og "Utroskab". Senere mildnedes skildringerne i mere optimistisk retning, men depressionens mørke skygger forlod hende aldrig helt. To selvportrætter vidner herom, et lyst og et mørkt.
Landskabet fik sin egen karakter i billeder, der også hyppigt har mere at fortælle, end hvad der umiddelbart møder øjet.
En særlig stilling indtager de bibelske billeder. Fra den tidlige periode stammer ikke overraskende dystre versioner af fortabelse "Nedfaren til Dødsriget" og "Kvinden som var greben i Hor", hvor personerne fremtræder som masker. Mere optimistisk er "Og se, Engle kom til ham og tjente ham"; her træder også englemotivet frem, som går igen i flere, fortrinsvis oliebilleder. I 1990'erne kommer to versioner (olie og akvarel) af Mariæ Bebudelse, symbolsk spirituelle. "Betlehemsstjernen" fra 1990 er en kosmisk farveeksplosion, en supernova i oliefarve. Påsken er samtidig skildret ved det tomme sorte kors, og under Golgatha er den tomme grav, en lystunnel som hos Hieronymus Bosch. Lystunnelmotivet genfindes lige som englemotivet i flere andre værker. Fra Det Gamle Testamente er syndefaldet skildret på et stort lærred med Paradishaven i uendelige nuancer i grønt.
HLB's kræfter aftog i hendes sidste leveår, og hendes arbejder blev fortrinsvis små akvareller. Det sidste oliebillede fra 2002 er en parallel til en akvarel udført i 1997, da hun havde mistet nære slægtninge, en vision af Frederiksberg Ældre Kirkegård, hvor hun nu selv hviler. Oliebilledet er i sarte farver, motivet udvisket som set gennem en tåge. Det allersidste fra hendes hånd var et på staffeliet efterladt hvidt grundet lærred, der uofficielt er registreret under navnet "Den store hvide Flok".
De efterladte billeder ejes af malerinden Hannah Lund Bostrøms Mindefond. Syv af billederne er skænket til Jesuskirken i Valby og permanent ophængt i sognegården. Fonden søger bl.a. at registrere billeder i privat eje og uddeler årlig en mindepris.